# 犬楔齿蜥属
犬楔齿蜥属（学名：Cynosphenodon，意为“Dog Sphenodontian”）是来自墨西哥塔毛利帕斯的中侏罗纪La Boca组的楔齿蜥科的灭绝属。犬楔齿蜥属的牙齿生长模式表明它与现代楔齿蜥密切相关。